# Enrique Aberg
Henrik Åberg (Linköping, Suecia; 24 de diciembre de 1841-San Remo o Roma, Italia; 17 de septiembre de 1922), más conocido como Enrique Aberg, fue un arquitecto sueco que trabajó en la Argentina entre 1869 y 1887.
Estudió en la Real Academia de Bellas Artes sueca, y se trasladó a la Argentina junto a su compatriota Carlos Kihlberg. En 1874 fue nombrado Arquitecto Nacional de la República Argentina, revalidando su título de Arquitecto cinco años después. Esto le permitió integrar el grupo de los primeros nueve arquitectos graduados entre 1878 y 1900 y conformado por: Ernesto Bunge, Juan Antonio Buschiazzo, Juan Martín Burgos, Enrique Åberg, Juan Bautista Arnaldi, Ramón Giner, Joaquín Mariano Belgrano, José María Inurrigarro y Miguel Salvador de Estrada.  Dirigió las obras de construcción del sector del ángulo noroeste del predio (intersección de las calles Rivadavia con Balcarce) de la Casa Rosada, sede del poder ejecutivo nacional, que más tarde sería unida, según un proyecto de 1886 del arquitecto Francisco Tamburini, con el contiguo edificio de Correos y Telégrafos.
También proyectó el Hospital Rivadavia, la Capilla para José de San Martín en la Catedral de Buenos Aires, el Museo de la ciudad de La Plata, la Aduana de Rosario, el armado del Hotel de Inmigrantes en Retiro (1876), la Penitenciaría de la Provincia de Salta y la Academia Nacional de Ciencias en Córdoba.